# Oud-Egyptische geneeskunde

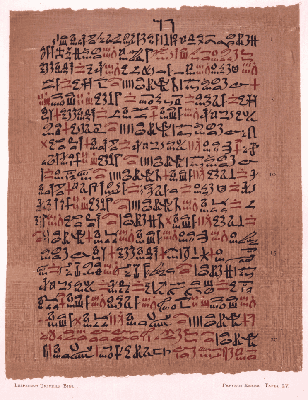
Een kolom uit de Papyrus Ebers

In de Egyptische oudheid was de geneeskunde voor die tijd zeer geavanceerd.

## Wereldbeeld
Aan het begin van het Egyptische rijk werden ziektes gezien als het symptoom van een ingetrokken demon. De zieke kreeg dan een medicijn, maar dit was alleen om de symptomen in te dammen. De demon moest worden verjaagd door een priester. Vaak kreeg hij de opdracht om de achteruitgang te nemen (met de ontlasting mee). Maar de medicijnen werden steeds beter, waardoor in latere tijden de uitdrijving alleen nog maar werd gedaan als de ziekte al ongeneeslijk was.
De Egyptenaren mummificeerden hun doden, en daardoor kregen ze veel anatomische kennis. Dit hielp de geneeskunde nog meer en bracht ook de ideeën van de oorzaken van ziektes op een hoger niveau.
Ze ontdekten de bloedvaten, en het hart dat al het bloed erdoorheen laat stromen. Ze bedachten dat vrijwel alle ziektes hun oorsprong hadden in het hart en de bloedvaten. Ze hadden al snel door dat bij koorts de hartslag (de snelheid van de pols) opliep. Maar ze dachten ook dat het hart het denkvermogen "bezat", en dat het het voedsel door het lichaam stuurde.
De heilige dieren werden ook medisch verzorgd. Deze zaten in donkere tempels waar ze snel ziektes konden verspreiden. De apen leden onder meer aan de Engelse ziekte en tuberculose.

## Medicatie
De medicijnen die de Egyptenaren maakten waren meestal plantaardig. Maar sommige bevatten delen van dieren, zoals varkensogen, vlees en vet van allerlei beesten, en soms zelfs de oren van de varkens.

## Medische geschriften
Manetho, de eerste geschiedschrijver van Egypte, vertelde dat een van de zoons van de tweede farao (waarschijnlijk Hor-Aha of Djer) een arts was. Hij zou enkele papyrusrollen hebben geschreven, die in de tijd van Manetho nog steeds intact zouden zijn geweest. Hij zou ook nog papyrusrollen uit de tijd van de piramidebouwers hebben gezien. Dit is mogelijk, maar het is waarschijnlijker dat de priesters die deze rollen hebben geschreven een beetje hadden overdreven.
In de tijd van de Ptolemaeën werd de Egyptische geneeskunst gecombineerd met de Griekse (die eigenlijk gebaseerd was op de Egyptische), en werd Imhotep (de architect) de god van de geneeskunst.
Er bestaat een grote verzameling papyrusrollen met recepten erop. Hieruit is opgemaakt dat in Egypte oogziekten veel voorkwamen. Dit kwam vooral door de vliegen die zich graag rond de ogen van mensen (en ook andere dieren) verzamelden. Maar de belangrijkste papyrusrol over de geneeskunst is de Papyrus Eberus. Hierin worden ziektes en problemen beschreven zoals: kanker, het grijs worden van het haar (zelfs de wimpers en wenkbrauwen), haaruitval, rimpels, en nog veel meer. Voor al deze "kwalen" hadden ze een middeltje.
Tegenwoordig worden mummies onderzocht om te kijken wat voor ziektes de Egyptenaren kenden. Veel bestaan nu nog. Ramses II leed aan aderverkalking, zijn zoon, Merenptah, had pokken. Ook enkele mummies waren aan longontsteking overleden.